# François Maillard
Pour les articles homonymes, voir Maillard.
François Maillard, né le 24 juillet 1914 à Fleurie (Rhône) et mort le 22 septembre 2006 à Villeneuve-le-Roi (Val-de-Marne), est un historien français.
Archiviste paléographe, il est ingénieur de recherche au Centre national de la recherche scientifique, où il travaille sur le Corpus philippicum, ensemble d'analyses de la documentation écrite du règne de Philippe le Bel.

## Biographie

### Formation
François Maillard est diplômé d'une licence de lettres et d'un diplôme d'études supérieures en langues classiques. De 1944 à 1948, il est élève de l'École nationale des chartes où il obtient le diplôme d'archiviste paléographe après avoir soutenu une thèse sur le De regimine principum de Gilles de Rome.

### Carrière professionnelle
François Maillard effectue toute sa carrière en tant qu'ingénieur de recherche du Centre national de la recherche scientifique, de sa sortie de l'École des chartes en 1948 jusqu'à sa retraite en 1979.
Son bureau est situé aux Archives nationales, dans l'Hôtel de Soubise puis dans un bâtiment qui sera détruit dans les années 1980 pour laisser la place au Centre d'accueil et de recherche des Archives nationales (CARAN). Il y conserve l'ensemble de la documentation et des fiches du Corpus philippicum, masse documentaire qui est reprise par Élisabeth Lalou en 1980 et finalement déménagée à l'Institut de recherche et d'histoire des textes (IRHT) à la fin du XXe siècle.
François Maillard est membre de la Société de l'École des chartes et de la Société nationale des antiquaire de France.

## Travaux
François Maillard a travaillé sur le Corpus philippicum, projet de recensement et de publication de la documentation des derniers Capétiens directs en général et du règne de Philippe le Bel en particulier. Ce projet est initié en 1937 par Robert Fawtier et repris après la mort de ce dernier par Robert-Henri Bautier. Véritable cheville ouvrière de l'entreprise, François Maillard participe à la publication des deux principaux ensembles qui en sont tirés : les Comptes royaux, d'abord de 1285 à 1314 (années 1950) puis de 1314 à 1328 (années 1960), et l'Itinéraire de Philippe le Bel (2007).
Son travail consiste également à recenser, vérifier, analyser et parfois copier les documents originaux conservés dans les dépôts d'archives ou de bibliothèques. Il constitue un index monumental des noms de lieux et de personnes cités dans la documentation, sur fiches d'abord manuscrites puis dactylographiées.

## Publications
- (Avec Robert Fawtier), Comptes royaux (1285-1314, trois vol.), Paris, Imprimerie nationale : Klincksieck, 1953-1956 (SUDOC http://www.sudoc.fr/046846344).
- (Avec Robert Fawtier), Comptes royaux (1314-1328), Paris, Imprimerie nationale, 1961, 556 p. (SUDOC http://www.sudoc.fr/068322127).
- « Tableau pour la détermination de la date de Pâques et du calendrier ecclésiastique », Bulletin philologique et historique jusqu'à 1610 du Comité des travaux historiques et scientifiques,‎ 1969, p. 903-917 (SUDOC http://www.sudoc.fr/142326305).
- (Avec Robert Fawtier et Robert-Henri Bautier, édité par Élisabeth Lalou), Itinéraire de Philippe IV le Bel (1285-1314), Paris, Boccard, 2007 (SUDOC http://www.sudoc.fr/122189825).

## Décorations
- Chevalier de l'ordre des Palmes académiques (1971)[1].
- Chevalier de l'ordre des Arts et des Lettres (1981)[1].